# Super Girl
Pour les articles homonymes, voir Supergirl.
Pour plus de détails, voir Fiche technique et Distribution.
Super Girl est un court métrage français réalisé par Fabien Suarez et Juliette Sales, sorti en 2010. Il gagna le prix du meilleur scénario au Festi'Val d'Oise 2010 du court.
Spider girl est un personnage de fiction

## Fiche technique
- Titre : Super Girl
- Réalisation : Fabien Suarez et Juliette Sales
- Scénario : Juliette Sales
- Photographie : Gordon Spooner
- Montage : Claire Fieschi
- Décors : Samuel Teisseire
- Musique : Pierre André
- Société de production : Dharamsala
- Pays d'origine :  France
- Langue : français
- Format : couleur - HD
- Genre : court métrage
- Durée : 15 minutes
- Date de sortie : 2010

## Distribution
- Morgane Rouault : Ada
- Camille Jappy : Laure
- Odile Mallet : Une patiente âgée
- Pauline Sales : Une patiente
- Anthony Paliotti : Samy

## Distinctions

### Récompenses
- Festi'Val d'Oise du court métrage 2010 : Prix du meilleur scénario[1]